# 언더 화이어 (1983년 영화)
《언더 화이어》(영어: Under Fire)는 미국에서 제작된 로저 스포티스우드 감독의 1983년 정치 스릴러 영화이다. 닉 놀티 등이 출연하였고, 조너선 T. 태플린 등이 제작에 참여하였다.

## 출연진
- 닉 놀티
- 진 해크먼
- 조애나 캐시디
- 에드 해리스
- 장루이 트랭티냥
- 리처드 매서
- 해밀턴 캠프
- 알마 마르티네스
- 일로이 커사도스
- 엘피디아 카리요

## 기타 제작진
- 협력 제작: 애나 로스
- 배역: 월리스 니시타
- 미술: 토비 레이펄슨
- 의상: 신시아 베일스